# Leptadapis
Leptadapis — рід адапіформних приматів, що жили в Європі в середньому еоцені. Скам'янілості представників роду були знайдені в формації Есканілла в Іспанії та Егеркінгені в Швейцарії.